# Волта (Венеција)
Волта је насеље у Италији у округу Венеција, региону Венето.
Према процени из 2011. у насељу је живело 48 становника. Насеље се налази на надморској висини од 11 м.